# エバ (料理)

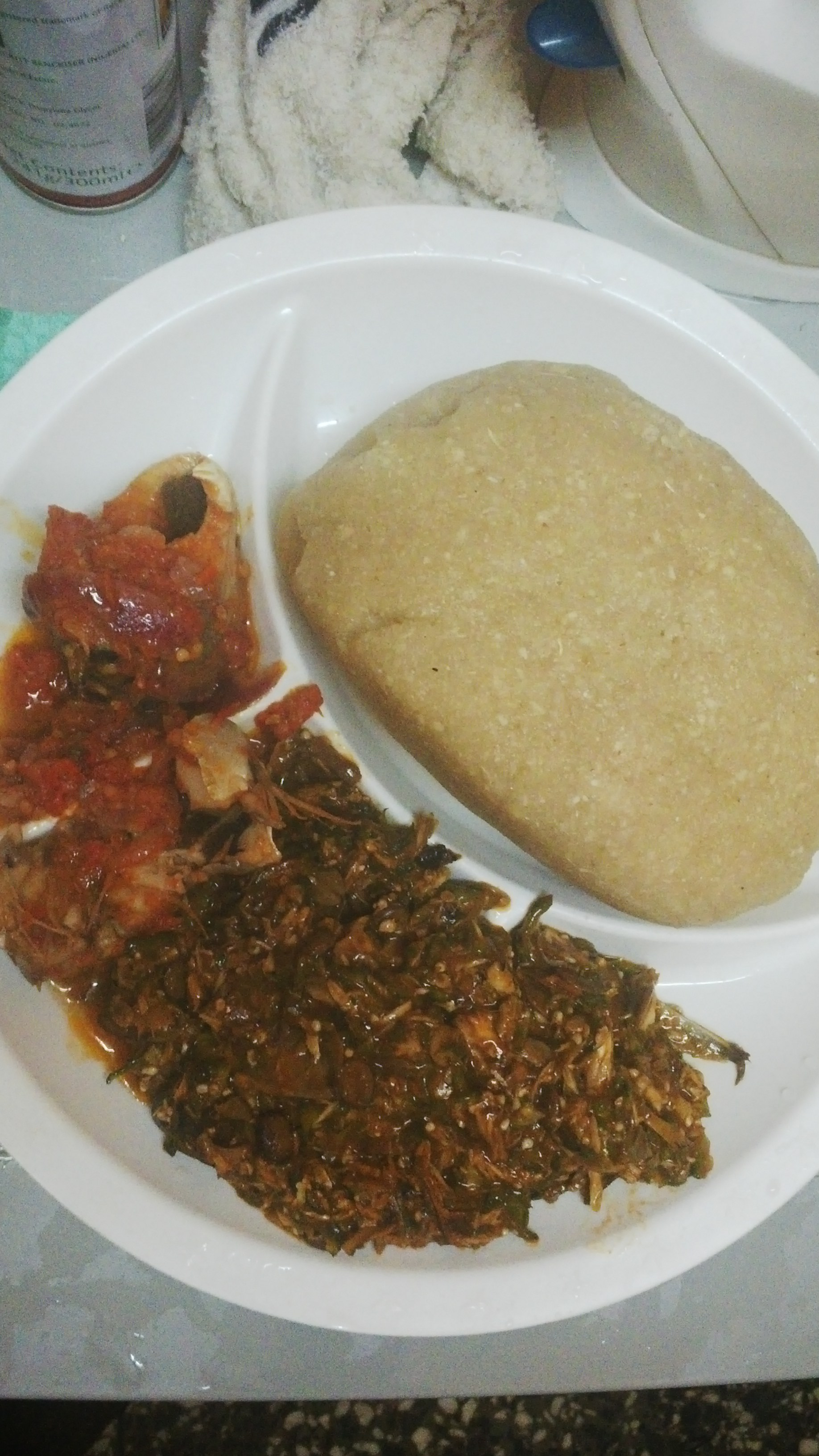
プレート右側の黄色い物がエバ

エバ（Eba）は、西アフリカ、特にナイジェリア南部で主食として食べられている、キャッサバの粉末から作る食品である。
キャッサバ粉末を湯に入れ、マッシュポテトのような塊になるまで大きな木のスプーンでかき混ぜ、球状にまとめる。
食べる時には、指で少量つまんで小さなボール状にし、オクラやショウジョウハグマのスープ等に浸して食べられる。
ブラックアフリカの主食としては他に、西アフリカのフフや東アフリカのウガリ、南アフリカのザザのようなものがあるが、これらもトウモロコシやデンプン質の根菜から作られている。
エバは乾燥させて挽いたキャッサバから作られるが、これらは黄色か白色をしている。黄色いものにはヤシ油が混ぜられていて、主にナイジェリアのイボ人によって食べられている。エバは、牛肉、干し魚、マトンなどを入れた具だくさんのスープやシチューとともに食べられることが多い。